# Гальшка Менкіцька
Гальшка Менкіцька (*бл. 1579  —після 1608) — представниця українського князівського та магнатського роду.

## Життєпис
Походила з роду Збаразьких гербу Корибут. Старша донька князя Юрія Збаразького, старости пінського та сокальського, та його другої дружини Варвари Козинської. 1580 року втратила батька. Згідно із його заповітом знаходилася під опікою стрийка Стефана. Втім виховувалася матір'ю, під орудою якої здобула домашню освіту. З огляду на те, що Варвара Козинська сповідувала православ'я, Гальшка була вірною цій конфесії.
Після смерті опікуна Стефана Збаразького частину спадщини Гальшки захопила мати, яка на той час одружилася з Анджеєм Фірлеєм. Після смерті матері у 1591 році її двоюрідні брати Януш та Петро Збаразькі відсудили права на опіку собі, і восени 1592 року А. Фірлей передав їм маєтки Гальшки та її сестри Катерини.
У 1595 році вступила в шлюб з Людвіком Менкіцьким. Того ж року з допомогою чоловіка повернула свою частку батьківської спадщини — частину Збаража та 6 сіл (зокрема с. Верняки). Розбудову поселень Гальшка передала чоловікові. Через деякий час після впровадження Берестейської (релігійної) унії у 1596 році перейшла в уніатство, а згодом до католицтва. При цьому змінила ім'я на Гелена.
Народила двох дочок:
- Зофію, дружину Павла Ходоровського.
- Анну, дружину: 1) Владислава Вилежинського; 2) Андрія Бродовського, холмського земського писаря.

Про життя та діяльність Гальшки Менкіцької після 1608 року нічого невідомо. Знано, що у 1629 році ще був живий її чоловік. Напевно, померла в замку чоловіка — Новий Менкищ.